# Tomoaki Ogami
Tomoaki Ogami (Hiroshima, 7 juni 1970) is een voormalig Japans voetballer.

## Carrière
Tomoaki Ogami speelde tussen 1993 en 2004 voor Júbilo Iwata en Avispa Fukuoka.